# 소목장

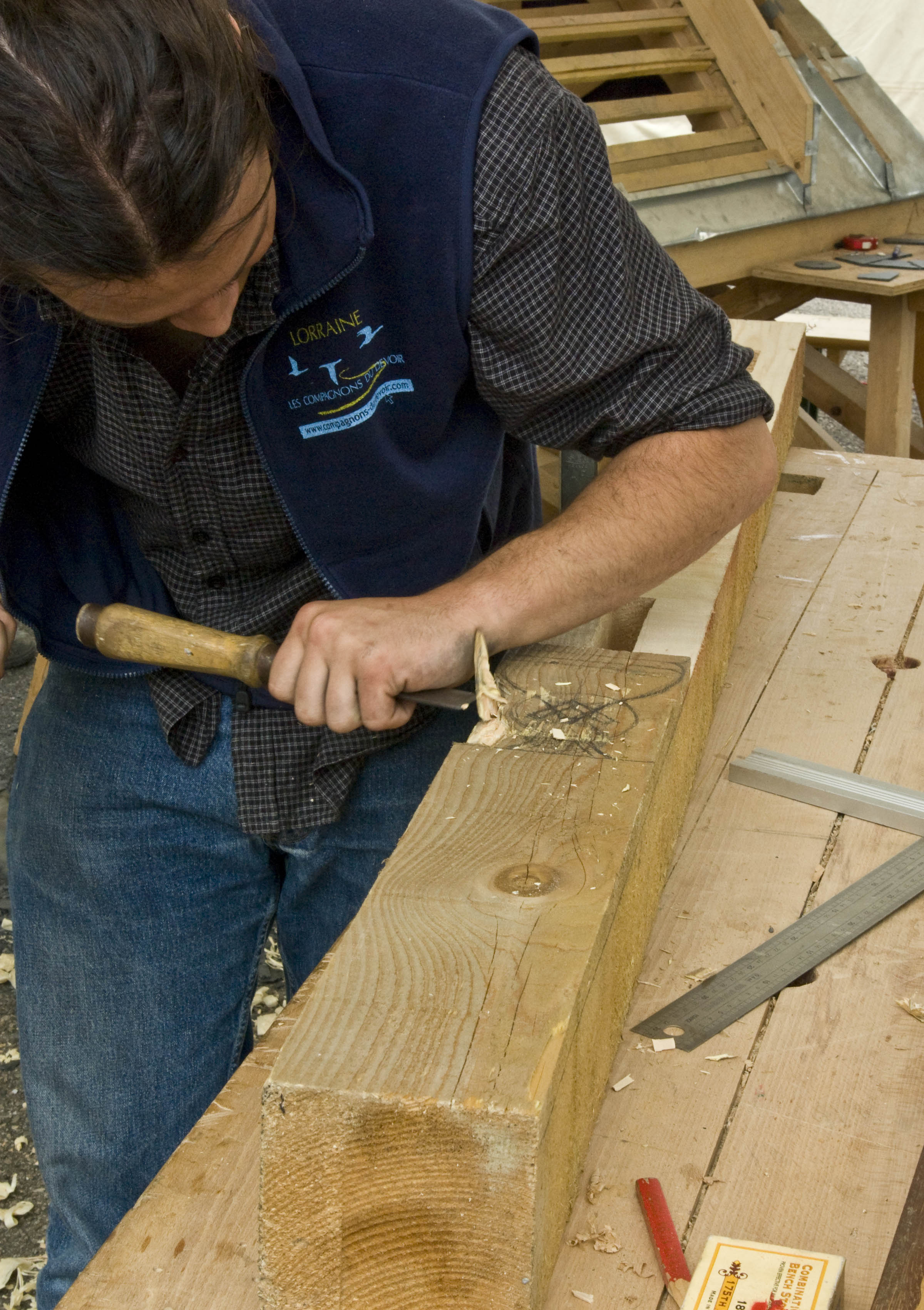

소목장(小木匠, joiner)이란 목재로 세간들을 만드는 기능자를 말한다.
대목장이 가옥이나 절 등 건축물을 제작한다면 소목장은 장롱(欌籠), 궤함(櫃函) 등을 비롯하여 문방구(文房具) 등 세간들과 각종 농기구 및 수레, 가마 등 일반 생활 용품을 만들어 왔다.

## 제작 과정
소목 제작은 만들고자 하는 작품을 축소하여 종이에 도안을 그리는 것으로 시작된다. 도안이 완성되면, 각 부분 별로 축소 비율에 따른 길이를 측정하여 몸통자에 칼금으로 표시해 둔다.
소목 작품의 제작에는 톱과 여러 종류의 대패, 망치, 칼 등의 다양한 도구가 사용된다.
실질적인 소목제작의 첫 공정으로, 먼저 원목을 크기에 맞게 재단하는 과정이다. 소목에는 보통 단단한 느티나무가 많이 사용된다. 원목을 켤 때에는 어떤 부분으로 쓰이는가에 따라 나뭇결의 문양을 고려하여 재단해야 한다. 원목이 각 부분별로 모두 재단되면 대패로 표면을 다듬어 굴곡이 없이 수평이 되도록 편편하게 만든다.
재비촉과 꼴구멍을 파내어 다른 부분과 연결되어 짜 맞출 수 있게 한다. 우리의 전통가구는 이 재비촉과 꼴구멍으로만 연결되므로 각 부분이 정확하게 들어맞도록 세심한 주의를 기울여야 한다.
기둥이나 동자 같이 앞으로 튀어나오는 부분은 둥근 대패를 이용하여 완만한 곡선이 되도록 다듬는다. 연결 홈 내기는 옆판과 뒷판을 맞물려 끼우기 위하여 홈을 파내는 작업이다. 각 부분별 작업이 모두 끝나면 이를 하나하나 연결하여 짜 맞춘다. 이때 못을 사용되지 않고 일일이 하나씩 홈을 맞추어 나간다.
앞면이 모두 완성되면 옆판과 뒷판을 끼워 몸통을 조립한다. 이때 풀이 다 마를 때까지 쇠틀에 끼워 고정시킨다. 풀이 모두 굳었으면 틀을 제거한 후 몸통을 뒤집어 윗판을 붙인다. 그리고 다시 풀이 마를 때까지 쇠틀에 끼워 건조시킨다.
이처럼 정교한 과정을 거쳐 머릿장의 형태가 완성되면 표면을 사포로 곱게 다듬어 나뭇결을 정리한다. 나뭇결 사이의 빈틈을 메우고 자연스런 색을 입히기 위하여 황토가루에 석회와 물을 섞어 토분을 만들어 전체에 고루 바른다. 그리고 토분 바른 것이 모두 건조되면 다시 한번 사포로 갈아내어 표면을 고르게 한다.
소목 제작의 마지막 공정으로 옻칠을 하여 나뭇결에 은은한 색을 입힌다. 투명한 옻칠 위로 화려한 나무결 문양이 피어올라 소박한 멋을 지닌 우리의 소목 작품이 완성된다.

## 역사
기록상으로 보면, 목수는 신라 때부터 있었고, 소목장이라는 명칭은 고려 때부터 불리었다. 조선 전기까지는 목가구가 주로 왕실과 상류계층을 위해 만들어졌으나, 조선 후기에는 민간에 널리 보급되어 자급자족에 따른 지역적 특성이 나타나게 되었다. 조선시대의 소목장은 조각장, 나전장 등과 더불어 중상서에 예속되어 있었다. 조선시대 경국대전에서는 일괄하여 목장(木匠)이라 하였다. 그 대신 세분화하여 수레장, 선장, 통장, 표통장, 마조장, 풍물장, 안자장, 목소장, 목영장을 따로 두어 경공장의 전문직종으로 명시되어 있었다.

## 기능 보유자
소목장은 1975년에 중요무형문화재로 지정된 이후, 무형문화재로서 각 시도별로 총 10건의 문화재가 지정되어 있다.

### 국가무형문화재
국가무형문화재 보유자로 천상원이 처음 지정된 후로 송추만, 강대규, 정돈산, 설석철, 박명배에 이어 2014년 엄태조, 소병진이 소목장 보유자로 추가 인정되었다.

### 경기도
경기도 소목장 기능 보유자는 창호분야에 김순기, 백골분야에 김의용, 가구분야에 권우범이 지정되어 있다.

### 경상남도
경상남도 무형문화재 24호 소목장(통영소반)은 통영지역에서 소반을 만드는 소반장을 일컫는데, 소반장은 목제의 세간들을 만드는 소목장(小木匠)에 속한다. 특히 ‘통영소반’은 전남 나주의 ‘나주반’, 황해도 해주의 ‘해주반’과 함께 유명하다. 통영소반은 역사적으로 그 명성이 뛰어난 공예품으로, 기능보유자 추용호는 옛 공구를 이용한 전통적 제작방법으로 소반의 맥을 이어오는 유일한 장인이다.
또다른 경상남도 무형문화재 29호 소목장의 기능보유자는 정진호로 소목에 관계된 모든 작품을 제작한다.

### 광주광역시
현재 무형문화재 기능보유자로 인정된 조기종씨는 목재로 모과나무만을 고집하며, 제작기법은 통가구에 연귀짜임의 승법을 이용한다. 제작과정은 원목의 사용에서부터 끝마무리 과정에 이르기까지 모든 공정이 전통기법에 충실하고 있다. 예컨데 모과나무를 이용한 통가구, 연귀짜임의 기법, 풀칠이나 못을 전혀 사용하지 않는 점, 가구자체에 어울리는 각종 장석의 자체 개발과 도구의 개발, 마무리 단계에서 전통 목도의 사용 등은 조기종씨에게서만 볼 수 있는 독특한 특징이다.

### 대구광역시
기능보유자 엄태조 씨는 40여 년간 소목가구 제작에 종사하여 오면서 철저한 장인정신을 발휘하여 전통가구의 맥을 오늘날까지 잇고 있으며, 특히 그의 작품에서 나타나는 나무의 선별과 오랜 건조기간·정밀한 사개귀짜임·연귀짜임·마대짜임 장식조각·상감기법·옻칠 등은 전통가구의 기법을 잘 반영하는 것으로 평가되고 있다.

### 대전광역시
대전광역시 무형문화재 7호 소목장의 기능보유자는 방대근으로 현재까지 그 맥을 이어가고 있다.

### 서울특별시
서울특별시 무형문화재 제26호 소목장 기능보유자 김창식은 12살 때부터 40여 년간 소목장의 맥을 이어오고 있다. 1960년대 화초장 고 박춘석 선생에게 전통기법을 전수받은 김창식은 현재에 이르기까지 전통기법으로 화초장을 비롯한 각종 소목 제품들을 제작해오고 있다.

### 전라북도
보유자 김재중은 창호제작에 있어 세밀한 처리와 함께 줄마무리가 건실하고 시각적인 중후함을 자연스럽게 표현하고 있으며, 전통 창호 제작 및 원형 보존을 위해 노력하고 있다.

### 충청남도
소목장 기능보유자 조찬영은 안건사 가구공장에 발을 들여놓은 후 크고 작은 30여 건의 공사를 맡으면서 10여 년에 걸쳐 솜씨를 다듬었다. 전통적인 도구를 이용하고 적절한 재료를 선발하여 전통기법을 계승하는데 노력한 흔적이 뚜렷하다.

### 충청북도
박근영이 현재 기능보유자로 지정되어 있다.